# Duša svijeta
Duša svijeta (grč. ψυχή κόσμου, lat. Anima mundi), u filozofiji, pojam za sveprožimajuću duhovnu silu koja oživljava svijet.
Postanak ove metafizičke koncepcije potječe iz drevne mitološke kozmologije, a preko pitagorizma dospio je do Platona koji joj daje prvo sustavno tumačenje u "Timeju" predstavljajući je ontološki i kao kozmološki princip koji oživljava svijet.
U Platonovom dijalogu "Timej" svijet je shvaćen kao živi organizam kojeg je tvorac (demiurg) obdario dušom. Ona objašnjava sklad nebeskih kretanja, i model je za vraćanje harmonije dušama ljudi. Ideju duše svijeta su prihvatili stoici i Plotin, a kasnije i Bruno, Goethe, Herder i Schelling. U stoicizmu, ona je božanski princip i kozmička inteligencija na kojoj sudjeluje i individualna ljudska duša, dok je kod Plotina i u novoplatonizmu, duša svijeta treća hipostaza koja proizvodi život sviju stvari, uređuje ih i njima vlada. Renesansni filozofi smatraju da je duša svijeta univerzalna i oživljujuća forma bića, unutarnji aktivni princip svega živog.
Aristotel nije prihvatio ideju o duši svijeta i zamjenjuje je naukom o prvom nepokrenutom pokretaču.
Duša svijeta je srodna Hegelovom pojmu svjetskog duha (njem. Weltgeist, engl. world spirit). Slični koncepti postoje i u učenjima Paracelsusa, Spinoze i Leibniza, te u istočnjačkoj filozofiji. Američki esejist i pjesnik Ralph Waldo Emerson bavi se pitanjima ljudske i univerzalne duše u eseju "Nad-duša" ("The Over-Soul", 1841.), nastalom pod utjecajem hinduističke filozofije i zapadnog mišljenja.

## Vanjske poveznice
- (hrv.) Rječnik filozofskih pojmova
- (engl.) Zeyl, Donald, "Plato's Timaeus", The Stanford Encyclopedia of Philosophy (Spring 2014 Edition), Edward N. Zalta (ur.)